# Adromischus humilis
Adromischus humilis är en fetbladsväxtart som beskrevs av Karl von Poellnitz. Adromischus humilis ingår i släktet Adromischus och familjen fetbladsväxter. Inga underarter finns listade i Catalogue of Life.

## Bildgalleri

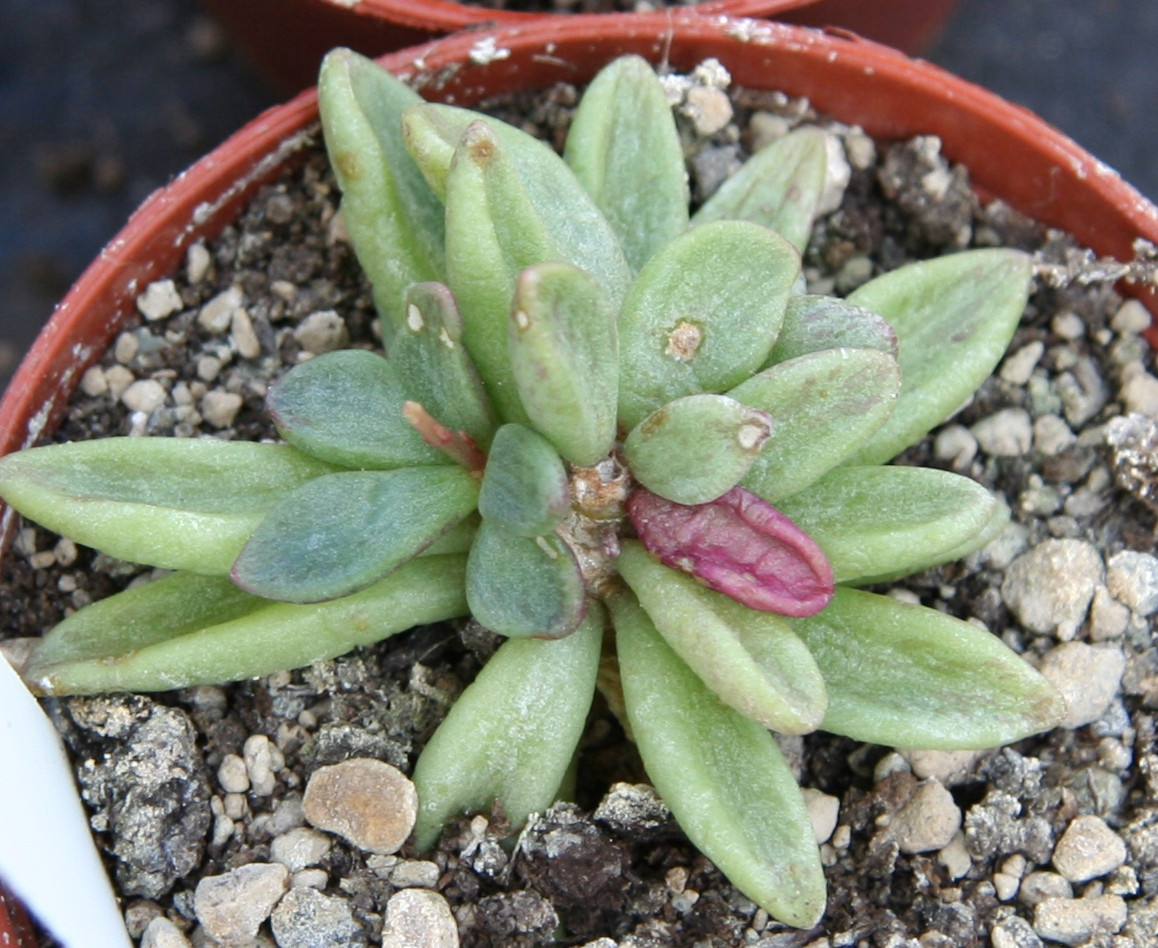